# اللوحة الأخيرة
اللوحة الأخيرة (بالإنجليزية: Final Portrait)‏ هو فيلم دراما بريطاني-أمريكي من إخراج ستانلي توتشي سنة 2017، وبطولة كل من جيوفري راش وأرمي هامر وكليمونس بويزي وآخرين.

## القصة
تقع الأحداث عام 1964، خلال رحلة قصيرة إلى باريس، حيث يطلب الفنان العالمي ألبرتو جياكوميتي (جيفري راش) من صديقه الكاتب وعاشق الفن جيمس لورد (آرمي هامر) أن يجلس ويرسم له لوحة شخصية، والتي ستستغرق في رسمها عدة أيام، تتوطد خلالها علاقة صداقتهما بشكل كبير.

## روابط خارجية
اللوحة الأخيرة على موقع IMDb (الإنجليزية)
- اللوحة الأخيرة على موقع ميتاكريتيك (الإنجليزية)
- اللوحة الأخيرة على موقع روتن توميتوز (الإنجليزية)
- اللوحة الأخيرة على موقع قاعدة بيانات الأفلام العربية
- اللوحة الأخيرة على موقع ألو سيني (الفرنسية)
- اللوحة الأخيرة على موقع أول موفي (الإنجليزية)
- اللوحة الأخيرة على موقع بوكس أوفيس موجو (الإنجليزية)
- اللوحة الأخيرة على موقع فيلمافينيتي (الإسبانية)
- اللوحة الأخيرة على موقع قاعدة بيانات الفيلم (الإنجليزية)
- اللوحة الأخيرة على موقع ليتربوكسد (الإنجليزية)